# Arkitektur (tidskrift)
Arkitektur är en svensk tidskrift för arkitektur, som grundades 1901. Den utges av Arkitektur Förlag AB i Stockholm, som ägs av Sveriges Arkitekter. 
Tidskriften dokumenterar och debatterar svensk arkitektur och ger internationella utblickar inom arkitekternas arbetsfält: byggnad, interiör, plan och landskap.

## Historik
Tidskriften räknar sin början från 1901, då Teknisk Tidskrift startade en fackavdelning (en separat bilaga) för ”Arkitektur och dekorativ konst” riktad till Svenska Teknologföreningens avdelning för husbyggnadskonst. Redan 1893–1900 hade funnits en fackavdelning för byggnadskonst, som 1901 delades i en för arkitektur och en för väg- och vattenbyggnad. Från 1909 kortades titeln till enbart ”Arkitektur”. För 1920 utgjorde den 168 sidor, året därpå 138 sidor. På grund av efterkrigsdepressionen beslöt Teknologföreningen dock hösten 1921 att upphöra med de separata fackavdelningarna och under 1922 enbart utge en gemensam veckoupplaga. Medlemmarna inom husbyggnadsavdelningen protesterade, men ledningen kunde inte sträcka sig längre än till att ge ut fyra separata nummer under året. ”Arkitektur” för 1922 innehåller en enda artikel på 64 sidor: ”Svensk 1800-talsarkitektur : en konturteckning” av Ragnar Josephson.
Under våren 1922 startade på privat initiativ tidskriften Byggmästaren : tidskrift för arkitektur och byggnadsteknik. Den tilldrog sig så stort intresse (bland annat följde huvudredaktören Hakon Ahlberg med dit) att Teknisk Tidskrift aldrig återupptog utgivningen av sin fackavdelning för Arkitektur. Utgivare var 1922–1923 Bröderna Lagerströms förlag, från 1923 Byggmästarens förlag. Byggmästaren hade åren 1952–1958 separata upplagor A för arkitektur och B för byggteknik. Från 1959 kallades A-upplagan för Arkitektur.
Sveriges Arkitekters Riksförbund (SAR) bildades 1936 och SAR Förlag grundades 1971. År 1978 köpte SAR Förlag tidskriften Arkitektur och bytte samtidigt namn till Arkitektur Förlag. SAR gick 1979 samman med Svenska Arkitektföreningen och 1981 blev SAR ensamägare till Byggmästarens förlag, som 1982 bytte namn till SAR Aktiebolag med Arkitektur Förlag som dotterbolag. Tidskriften Byggmästaren upphörde med nr 10, 1984.
Dessa förlag har även gett ut böcker. Första och andra upplagan av Bygg : handbok för hus-, väg- och vattenbyggnad (4 delar, 1947–1953, redigerades av Ejnar Wåhlin och Ture Velve. Tredje upplagan (6 delar, 1959–1966 redigerades av Börge Algers, Lars Forsby och Wilhelm Tell.
Ett 25-årsregister omfattande båda tidskrifterna och perioden 1938–1962 utgavs 1966. En sökbar artikeldatabas (titlar, artikelförfattare, orter) omfattande alla årgångar sedan 1901 finns på tidskriftens webbplats. Tidskriften firade 100-årsjubileum på Moderna Museet 2001. Föreningarna SAR, SIR och LAR gick 2002 samman och bildade Sveriges Arkitekter, som fortsätter utgivningen av tidskriften Arkitektur.
Tidskriften Arkitektur har sedan 2013 även givit ut podcasten Staden i samarbetet med Sveriges Arkitekter och arkitektkontoret Tengbom. Sedan 2019 ger Arkitektur Förlag även ut podcasten Arkitektur berättar.
| Redaktörer för Arkitektur - 1908–1911: Ivar Tengbom - 1912–1916: Carl Bergsten - 1917–1920: Gunnar Asplund - 1921–1922: Hakon Ahlberg - 1950–?: redaktionssekreterare Hillevi Svedberg - 1976–1986: Eva Eriksson - 1989–2011: Olof Hultin, från 1990 även VD för Arkitektur förlag - 2011–2016: Dan Hallemar - 2016–?: Julia Svensson - 2019 juli–dec–?: Tomas Lauri, t.f. - 2019–2022: Malin Zimm - 2023–: Björn Ehrlemark | Redaktörer för Byggmästaren - 1922–1924: Hakon Ahlberg - 1922–1927: Axel Eriksson - 1925–1928: huvudredaktör Wolter Gahn - 1928–1933: Moje Bergström - 1928–1933: ledamot av redaktionen Knut Bildmark - 1929–1932: redaktör och VD Uno Åhrén - 1934–1936: Nils Ahrbom - 1936–1938: Evert Strokirk - 1936–1940: Sune Lindström - 1937–1940: redaktionssekreterare Gustaf Lettström - 1939–1942: Herbert Lindqvist - 1940–1944: Helge Zimdahl - 1943–1947: Gunnar Heimbürger - 1944–1950: Leif Reinius - 1946–1948: Harry Bernhard - 1950–?: Folke Björck - 1950–?: redaktionssekreterare Hillevi Svedberg - 1951–1954: Tore Virke - 1955–1960: Börge Algers - 1960–1967: Carl Erik Carlstedt - 1967–?: Göran Hellsten - 1980–1984: Olle Vävare |